# Kuoffejauratj
Kuoffejauratj är en sjö i Jokkmokks kommun i Lappland och ingår i Luleälvens huvudavrinningsområde. Sjön har en area på 0,237 kvadratkilometer och ligger 359,4 meter över havet. Kuoffejauratj ligger i Jelka-Rimakåbbå Natura 2000-område.

## Delavrinningsområde
Kuoffejauratj ingår i det delavrinningsområde (742539-165170) som SMHI kallar för Mynnar i Nautijaure. Medelhöjden är 400 meter över havet och ytan är 46,03 kvadratkilometer. Räknas de 4 avrinningsområdena uppströms in blir den ackumulerade arean 226,27 kvadratkilometer. Kieptijåkkå som avvattnar avrinningsområdet har biflödesordning 4, vilket innebär att vattnet flödar genom totalt 4 vattendrag innan det når havet efter 236 kilometer. Avrinningsområdet består mestadels av skog (72 procent) och sankmarker (24 procent). Avrinningsområdet har 1,08 kvadratkilometer vattenytor vilket ger det en sjöprocent på 2,3 procent.